# Phan Khắc Sửu

Phan Khac Suu (1890 - 1970) fue el cuárto presidente de la República de Vietnam o Vietnam del Sur con un mandato que empezó en su designación por la Comité de Jefatura Provisional en septiembre de 1964 hasta el golpe militar en febrero de 1965 desde que el régimen de Nguyen Khanh se quebró. Suu fue un disidente leve durante el gobierno del primer presidente de Vietnam del Sur Ngo Dinh Diem, fue un miembro del secto Cao Dai, y Khanh esperaba que su designación habría ayudado a él a acabar el conflicto entre los budistas y las autoridades que restaba de los tiempos de Diem. 
En realidad Suu no tuvo poderes estatales, y más importante el control del Ejército survietnamita (ERVN) quedó en las manos de Khanh y otros generales. Debido al poder del ERVN sobre el gobierno civil de la RVN, Suu no gobernó fuera de su oficina, y el soberano verdadero de Vietnam fue Khanh. Mientras su mandato Khanh instituyó la oficina de primer ministro, y el primer ocupante de aquella oficina fue Tran Van Huong. 
| Predecesor: Duong Van Minh | Presidente de la República de Vietnam 1964 – 1965 | Sucesor: Nguyen Van Thieu |

- Datos: Q707287
- Multimedia: Phan Khắc Sửu / Q707287